# Bernd Niestroj
Bernd Niestroj (* 22. Juli 1946 in Chemnitz; † 5. Dezember 2008 in Magdeburg) war ein deutscher Fernsehjournalist.

## Leben
Nach einer Lehre zum Feinmechaniker begann Niestroj ein EDV-Studium. Dieses brach er jedoch nach kurzer Zeit ab, um in Ost-Berlin ein Volontariat beim Deutschen Fernsehfunk zu absolvieren und Journalist zu werden. Nach Beendigung des Volontariats studierte Niestroj an der Sektion Journalistik der Karl-Marx-Universität in Leipzig. Anschließend kehrte er zum Deutschen Fernsehfunk zurück, wo er über Jahrzehnte als Redakteur, Reporter und Korrespondent arbeitete. Die längste Zeit war Niestroj für die Nachrichtensendung Aktuelle Kamera tätig, unter anderem als Korrespondent in Ungarn und in Bonn. Im Auftrag des Deutschen Fernsehfunks (später Fernsehen der DDR) bereiste Niestroj als einer von wenigen DDR-Bürgern während der Zeit des Kalten Krieges auch westliche Staaten.
In einem Kommentar für die Aktuelle Kamera vom 4. November 1989 sagte er im Anschluss an den Bericht über eine Großdemonstration am Berliner Alexanderplatz: „Das Volk hat seine Sprachlosigkeit überwunden. (...) Wir Journalisten haben durch diese Stimme des Volkes zu unserem Beruf zurückgefunden und die Regierenden finden Schritt für Schritt zu ihren Aufgaben.“
Nach der Wiedervereinigung gründete Niestroj eine kleine Produktionsfirma und arbeitete freiberuflich unter anderem für den Mitteldeutschen Rundfunk. Nach einiger Zeit wurde er im MDR Landesstudio Magdeburg festfreier Redakteur / Reporter und arbeitete dort für die Sendungen „Sachsen-Anhalt heute“ und „MDR aktuell“ sowie für die Tagesschau der ARD. Neben dieser tagesaktuellen Arbeit realisierte er als Autor verschiedene Reportagen und Dokumentationen. Sein letzter Film, „Ein Königreich für Malindi“, dokumentiert die Geschichte des im Magdeburger Zoo geborenen Spitzmaulnashorns Malindi. Die Reportage wurde einen Tag vor seinem Tod ausgestrahlt.